# 舒庸国
舒庸为群舒的一支，也为楚国的附庸。舒人的一部分与庸人融合，称舒庸。

## 地理位置
大致在今安徽省霍山县、桐城市一带。

## 灭国
《春秋左氏传·文公十二年》记载，公元前615年，群舒背叛楚国，楚国令尹成嘉俘获舒国君主和宗国君主，并进而围攻巢国 。
《春秋左氏传·成公十七年》记：“舒庸人以楚师之败也，道吴人围巢，伐驾，围厘、虺，遂恃吴而不设备。楚公子橐师袭舒庸，灭之。”这段记载是说，公元前574年，舒庸国趁着楚国军队上一年鄢陵之战失败，引导吴国军队进攻楚国，楚共王派公子橐师趁舒庸轻敌不备，挥师灭了舒庸 。